# Голод в России (1891—1892)
Голод в России 1891—1892 годов — экономический и эпидемический кризис, охвативший осенью 1891 — летом 1892 годов основную часть Черноземья и Среднего Поволжья (17 губерний с населением 36 млн человек).
Непосредственной причиной кризиса был сильнейший неурожай в этой зоне в 1891 году, который поразил именно те местности, где существенная часть крестьянских хозяйств была экономически слабой. Запасы зерна в государственно-общественной системе продовольственной помощи, предназначенной для ликвидации подобных кризисов, на момент неурожая практически отсутствовали. Цены на продовольствие повсеместно росли, а спрос и цены на труд крестьян в зоне неурожая — падали. Существенная часть населения, таким образом, не имела ни зерна текущего урожая, ни запасов от предшествующих урожаев, позволяющих дожить до следующего урожая, ни возможности найти работу и жить на заработную плату. В результате создалась реальная опасность массового голода и краха сельского хозяйства, потребовавшая организации государством помощи голодающим.
Помощь голодающим оказывалась в форме продовольственной ссуды зерном. Государство централизованно финансировало закупки зерна, которые осуществлялись губернскими земствами; зерно затем ссужалось сельским обществам, которые, в свою очередь, выдавали его в ссуду нуждающимся. Правила выдачи ссуд и их размеры были жёстко регламентированы, а списки получателей помощи проверялись чиновниками и земскими служащими. Стандартный размер ссуды составлял 12,3 кг зерна в месяц на человека. Кроме продовольственной ссуды, крестьяне получали также ссуду на засев полей. Максимальное количество получателей ссуд в наиболее голодные весенние месяцы 1892 года составляло 11,85 млн человек. Общий размер ссуд составил 1,48 млн тонн зерна, а общие расходы государства на все виды помощи превысили 160 млн рублей (7,2 % от расходов бюджета за 1891—1892 годы суммарно). Кампания по закупке зерна была организована земствами неудачно, закупки производились хаотично и привели к чрезмерному росту цен. Перевозка огромных количеств зерна в необычное время и в необычных направлениях привела к дезорганизации работы железных дорог. Государство также предприняло для борьбы с голодом ряд административных мер, главнейшими из которых были запрет на экспорт зерновых и льготный железнодорожный тариф для продовольственной помощи.
Недостаток питания в поражённой неурожаем зоне усугубился эпидемическим кризисом, состоявшим из двух фаз. Для первой фазы (зима 1891—1892 годов) были типичны эндемичные инфекции, прежде всего тиф. Увеличение передвижений (в поисках работы) и систематическое недоедание большой части населения стали причиной того, что и заболеваемость, и смертность от инфекций заметно возросли. Во второй фазе (лето 1892 года) в зону голода пришла пандемия холеры. Пик смертности от холеры пришёлся на июль и август, то есть на момент, когда собственно голод уже окончился. Общее увеличение смертности в зоне неурожая в 1891—1892 годах составило около 400 тыс. человек. Разделить воздействие собственно голода и инфекций не представляется возможным; по некоторым оценкам, смертей исключительно от голода (алиментарная дистрофия) практически не было.
Страдания голодающих вызвали большое сочувствие в образованной части общества, в деревню устремился поток интеллигентных добровольцев, стремящихся организовать помощь крестьянам. Государство, пытаясь контролировать этот процесс, организовало систему официальных благотворительных учреждений и попыталось наладить сотрудничество с добровольцами, привлекая их к составлению и проверке списков получателей помощи. Наиболее эффективной формой общественной помощи крестьянам оказались благотворительные столовые.
Действия правительства по организации помощи пострадавшим от голода были восприняты общественным мнением критически. По мнению как современников, так и историков, голод послужил начальной точкой в развитии конфликта между самодержавной властью и общественностью.

## Аномальная погода и неурожай
С осени 1890 года на обширной части Российской империи установилась аномальная погода. Зима пришла очень рано — первые морозы начались ещё в конце октября — и была суровой, но при этом выпало очень мало снега. Весна началась также рано, в конце февраля, но была очень сухой. В середине марта оттепель вновь сменилась морозами. Это был самый неблагоприятный комплекс условий для развития озимых зерновых культур, занимавших около половины общей площади посевов. С апреля установилась жаркая, исключительная сухая погода, продолжавшаяся остаток весны и всё лето. Это означало уже полный неурожай, охватывающий и озимые, и яровые посевы. До середины июля яровые посевы имели возможность выправиться там, где прошёл сильный дождь. Но после этого срока урожай можно было считать погибшим, какая бы ни установилась далее погода.
Таким образом, уже с конца весны можно было предполагать наступление сильнейшего неурожая, а к концу июня это стало очевидным фактом. Однако было трудно понять, насколько именно урожай не дойдёт до обычного среднегодового значения. Неурожай поразил далеко не всю Россию, и даже не всю Европейскую Россию. Обширные регионы пострадали от неурожая слабо или не пострадали совсем, а на Кавказе и в юго-западных губерниях урожай был даже выше среднего. В зоне, пострадавшей от аномальной погоды, размер урожая по различным местностям внутри каждой отдельной губерни, уезда и даже волости очень сильно варьировался — там, где жарким летом хотя бы раз прошёл сильный дождь, урожай мог быть нормальным, а в километре от такого места мог наблюдаться полный неурожай.
К октябрю выяснилось, что урожай 1891 года по России в целом оказался на 26 % ниже среднего значения за десятилетие и составил 4,5 ц/га. Последний раз столь же низкий урожай наблюдался в 1865 году, а ещё более низкий — только в 1848 году. На одного жителя в шестидесяти губерниях Европейской России и Царства Польского было собрано 17,2 пуда (282 кг) зерновых, что соответствовало среднегодовому потреблению. Недобор зерновых был приблизительно равен среднему объёму их экспорта. Но проблема заключалась в том, что неурожай отнюдь не был равномерным. Засуха, основная причина неурожая, охватила чётко очерченную зону, протянувшуюся от северо-востока Европейской России (Пермь, Вятка, Уфа) через Среднее Поволжье (Саратов, Самара) на юго-восток до южного Черноземья (Тамбов, Воронеж). Плодородные южные губернии (Херсон, Область Войска Донского, Таврида) были охвачены засухой лишь частично.
Размер зоны, охваченной бедствием, был велик. Серьёзно пострадавшими были признаны 17 губерний (Воронежская, Вятская, Казанская, Нижегородская, Оренбургская, Орловская, Пензенская, Пермская, Рязанская, Самарская, Саратовская, Симбирская, Тамбовская, Тобольская (только 7 округов), Тульская, Уфимская, Херсонская), в которых проживало 30,5 млн человек. Продовольственная помощь оказывалась также и в шести менее пострадавших губерниях (Архангельская, Калужская, Курская (только в 11 уездах), Олонецкая, Таврическая, Харьковская), в которых проживало 6,3 млн человек.
Основной зоной неурожая были Воронежская и смежно расположенные Казанская, Самарская, Саратовская губернии, в которых проживало 8,6 млн человек.
В пределах зоны, охваченной засухой, урожай оказался крайне низким. В Воронежской губернии на душу населения было собрано 2,1 пуда зерновых (то есть урожай погиб практически полностью), в Самарской — 6,2 пуда, в Казанской — 3,8 пуда, в Симбирской — 8,4 пуда; при том, что минимальная годовая потребность в зерне на питание и посев определялась в 13 пудов на душу населения. Единственным условием выживания населения в этой зоне было то, что либо на местах имеются достаточные запасы продовольствия от урожаев прошлых лет, либо необходимое продовольствие будет перемещено туда из других областей. В самом возникновении такой ситуации не было ничего необычного — неурожаи, накопление резервов и перемещение продовольствия для борьбы с голодом были обычными событиями для России. Необычным был масштаб бедствия, как по размеру охваченной неурожаем зоны, так и по масштабу недобора зерновых. Аномальный неурожай стал серьёзным вызовом для экономики и политической системы России.

## Развитие событий
Земства с начала лета 1891 года забили тревогу. В большинстве пострадавших губерний летом прошли экстренные уездные и губернские земские собрания, принимавшие резолюции с просьбами о помощи, обращёнными к правительству. Реакция бюрократической системы была замедленной — ещё в начале осени правительство считало отношение земств к ожидаемому голоду паникёрством, урезало запросы земств о помощи. Земства, в среднем, требовали 2—2,5 млн рублей на губернию, но губернаторы и МВД считали земские расчёты завышенными и считали необходимым урезать кредиты до 1—1,5 млн рублей. Таким образом, к тому моменту земства недооценивали необходимые расходы в 3,5—4 раза, а государство — в 6—8 раз (по сравнению с реально произведёнными). Ни земства, ни правительство на тот момент не умели оценивать будущий урожай (и вообще, собирать данные с мест в экстренном порядке), сведения о запасах хлеба в системе продовольственной помощи были значительно преувеличенными.
В конце июня правительство перешло к действиям. С одной стороны, была начата, ещё в небольших масштабах, продовольственная операция — земства начали составлять списки настоящих и будущих голодающих, разрешать выдавать ссуды из местных запасов (только в самых крайних случаях), закупать на свободном рынке хлеб для последующих выдач, государство же финансировало эту деятельность. С другой стороны, государство применило косвенные меры регулирования: в конце июля было объявлено о частичном запрете экспорта зерновых (предполагалось, что это понизит внутренние цены) и о льготных тарифах на перевозку железными дорогами хлеба в пострадавшие регионы (предполагалось, что это выровняет цены на хлеб в различных местностях).
Не доверяя сведениям земств и, тем более, сведениям в газетах и паническим слухам в обществе, правительство долго не решалось официально признать сам факт голода несмотря на то, что меры по борьбе с ним уже предпринимались. Вплоть до октября — ноября 1891 года цензура запрещала публиковать наиболее вопиющие известия о голоде, а само слово голод заменяла на неурожай. Между тем множество добровольцев уже отправилось в пострадавшие губернии организовывать помощь голодающим, энтузиасты начали сбор денег. Местные власти, относившиеся к любым формам общественной активности с насторожённостью, во множестве случаев воспрещали благотворительные акции: закрывали бесплатные столовые, прекращали раздачу пожертвованного хлеба, высылали из терпящих бедствие губерний активистов. Борьба с распространением информации о голоде привела к обратному эффекту: общество было наполнено паническими слухами, представлявшими ситуацию катастрофической, а правительство — абсолютно бездеятельным. На относительную неразворотливость правительства повлияло и то, что Александр III недооценивал тяжесть создавшейся ситуации. По дневниковым записям графа В. Н. Ламсдорфа: «Тон, взятый в высших сферах по отношению к бедствиям голода, доказывает, что там совершенно не отдают себе отчёта в положении, и, в сущности, совсем не симпатизируют ни несчастным, которые терпят эти бедствия, ни сострадательным людям, старающимся прийти им на помощь».
До урожая трудно было понять, какова будет точная цифра сбора хлебов (хотя уже с середины лета приближение сильного неурожая было очевидным). В октябре правительство запросило уточнённые сведения с мест об урожае и продовольственных запасах; информация стала поступать к началу ноября. Сведения оказались неблагоприятными — урожай был необычайно низок, продовольственные запасы и капиталы почти полностью использованы, значительная часть населения не имела никакой возможности прокормиться до нового урожая, а часть крестьян уже не имела хлеба.
По подсчётам Центрального статистического комитета МВД, в 17 пострадавших губерниях к концу сбора урожая 1891 года на руках у крестьян оказалось 8,56 пудов (140 кг) хлеба на душу. Этого количества зерна не могло хватить на продовольствие до следующего урожая — минимальная потребность оценивалась в 13 пудов на душу; а кроме этого, ещё было нужно зерно для корма скота и засева полей (дополнительно 5—6 пудов на душу). Во многих губерниях ситуация была совсем катастрофической; например, у воронежских крестьян средние запасы составляли 0,6 пуда (то есть урожай погиб полностью), у самарских — 2 пуда. Столь же печальными были данные о запасах хлеба и денег в системе продовольственной помощи, полученные в конце сентября — резервы оказались многократно менее ожидаемых. В пострадавших губерниях налицо имелось только 14 % от требуемого законом запаса хлеба в общественных магазинах. Фактически вся предусмотренная законом система помощи за счёт накопления хлеба в сельских общественных магазинах оказалась неработоспособной — не имея над собой действенного контроля, крестьянские общества к неурожайному году почти полностью растратили свои запасы. Под влиянием этих сведений государственная политика изменилась — государство начало осознавать размах бедствия, действовать энергичнее и расходовать средства с большей щедростью.
Изменилось и отношение правительства к общественной помощи. В конце ноября был создан «Особый комитет наследника цесаревича». Комитет вскоре после создания обратился к публике с обращением, призывая всех принять участие в борьбе с бедствием, как пожертвованиями, так и личным участием. Это обращение послужило своеобразным приказом, подчиняясь которому местные власти перестали чинить препятствия общественной благотворительности (впрочем, печатать в газетах частные объявления о сборе средств по-прежнему воспрещалось).
После того как собранная статистическая информация показала властям истинные размеры бедствия, правительство стало значительно более щедро выделять земствам средства на закупку продовольствия. Если ранее МВД пыталось урезать заявки земств и сдержать их активность, теперь земцев подгоняли и давали больше, чем они просили. Однако быстро закупить необходимый хлеб было сложно — момент был упущен, цены на зерно быстро росли, железные дороги были перегружены. Ситуацию в МВД и в Комитете министров на тот момент наблюдатели оценивают как растерянность и хаос — неповоротливая бюрократическая машина была плохо подготовлена для решения экстренных задач. Найти все необходимые средства, завершить закупочную операцию, развезти хлеб по пострадавшим губерниям удалось только в феврале — марте 1892 года. С этого времени ситуация для чиновников и земцев (но отнюдь не для голодающих крестьян) потеряла остроту — им оставалось только следить за правильностью раздачи помощи до начала лета, когда урожай озимых позволит крестьянам перейти на собственный хлеб.
Обстановка в поражённых голодом селениях была тяжёлой. Выдаваемая земством ссуда, обычный размер которой составлял 12,3 кг зерна в месяц на едока, не была достаточной для нормального питания; стандартный нормальный расход зерна на питание составлял в крестьянском рационе того времени 18—19 кг в месяц (13—14 пудов в год). На недостаточность питания крестьяне реагировали неожиданным образом — они не уменьшали объём выпекаемого ими хлеба, но добавляли в хлеб малосъедобные компоненты — жёлуди, лебеду и т. п. Вид и вкус этого хлеба, казавшегося обеспеченному горожанину совершенно несъедобным, неизменно поражал всех интеллигентных свидетелей голода. Сильная летняя засуха привела и к неурожаю картофеля и всех огородных овощей, так что крестьяне не имели возможности компенсировать нехватку хлеба иной растительной пищей.
Кроме собственно голода, крестьянские хозяйства тяжело страдали от невозможности прокормить домашних животных. Урожай продовольственных хлебов сопровождался, разумеется, и неурожаем фуражного хлеба — овса, основного корма для лошадей. Кроме того, неурожай хлебов был одновременно и неурожаем соломы, а летняя засуха привела также и нехватке сена. Недостаточность корма для коров привела к нехватке молока, что ещё более ухудшило питание крестьян. Крестьяне, не мыслившие нормального хозяйства без лошадей и коров, часто совершали ошибку — вместо того, чтобы зарезать животных в конце осени и далее питаться их мясом (мяса коровы или лошади достаточно для прокормления семьи в течение года), продолжали кормить их до последнего и всё равно вынуждены были зарезать сильно отощавших животных в начале весны, зря потеряв ценный корм.
Голод не сопровождался ни нарушениями общественного порядка, ни какими-либо видимыми свидетельствами упадка. Единственным ярким внешним признаком бедствия были раскрытые крыши крестьянских домов — солома, обычное в то время покрытие кровли, была скормлена скоту. По объяснению Л. Н. Толстого, «обыкновенно люди, не видящие и не видавшие того, что делалось и делается среди голодающих, думают, что вид голодания представляет нечто яркое, ужасное: валяются трупы людей, скотов, умерших с голоду, народ бежит и т. п. Ничего подобного нет».
Сторонние заработки крестьян во время неурожая заметно уменьшились. Урожай помещиков пострадал так же как и крестьянский, а вместе с ним уменьшился и объём работ, к которым помещики привлекали крестьян. Лишённые обычной работы в соседних имениях, крестьяне массово устремились в крупные города; увеличенное предложение неквалифицированного труда вызвало падение заработной платы. Множество крестьян не смогло найти никакой работы в городах и было вынуждено вернуться в деревни, зря истратив последние деньги на поиск работы. Правительство пыталось организовать общественные работы, затратив на эти цели 9,6 млн рублей; но, не имея должного опыта, неудовлетворительно справилось с задачей.
Зимой в пострадавших регионах произошла вспышка эндемических инфекционных заболеваний, прежде всего возвратного тифа. Хроническое к тому моменту недоедание крестьян стало причиной того, что смертность начала резко повышаться.
В течение зимы количество крестьян, получавших продовольственную ссуду, постепенно увеличивалось — всё новые и новые хозяйства проедали последние запасы и разорялись. К марту количество получателей помощи дошло до максимума — более 11 млн человек.
Урожай 1892 года во многих пострадавших ранее губерниях снова оказался невысоким, и правительство, уже в меньших масштабах, вынуждено было продолжать продовольственную помощь и в сезон 1892—1893 годов. Хотя угрозы голода в этот год уже не было, продовольственные запасы на местах были опустошены в предшествовавший голодный год, и основным источником помощи крестьянам снова стала бюджетная ссуда; итоговый размер помощи достиг 26 млн рублей. И только с высоким урожаем 1893 года народное бедствие, начавшееся с гибели озимых посевов 1890 года, наконец, закончилось по всей территории России.

## Государственная и общественная помощь пострадавшим

### Государственная помощь

#### Административные меры
Регулирование экспорта хлеба. Одним из первых мероприятий правительства было запрещение экспорта хлеба. С 15 августа 1891 года был запрещён экспорт ржи, ржаной муки и отрубей; 16 октября — и всех остальных хлебов и продуктов из них, кроме пшеницы; 3 ноября был запрещён также и экспорт пшеницы и продуктов из неё. С начала 1892 года ситуация с запасами хлеба в стране прояснилась, и запреты постепенно начали снимать: 7 февраля был разрешён вывоз хлебов в Норвегию; 30 апреля — вывоз кукурузы и овса; 4 июня — всех хлебов и хлебопродуктов, за исключением ржи, ржаной муки и овса; 7 августа запреты на экспорт были окончательно сняты. Таким образом, экспорт пшеницы (основной экспортный продукт) был запрещён в течение 7 месяцев, а экспорт ржи (основной продукт внутреннего потребления) — в течение года. Запрет преследовал не столько цели регулирования количества хлеба в стране (при достаточно высокой внутренней цене экспорт остановился бы сам и появилось бы предложение импортного хлеба), сколько понижение цены на хлеб за счёт искусственного сужения рынка для продавцов.
Регулирование железнодорожных перевозок. 26 июля 1891 года были понижены провозные платы на перевозку хлеба в местности, пострадавшие от неурожая; льготный тариф предоставлялся по особым свидетельствам от земских управ. 7 сентября был введён льготный тариф на перевозку корма для скота. 21 сентября перевозка всех грузов, собранных на пожертвованные средства и предназначавшихся для бесплатной раздачи, была сделана бесплатной. Кроме того, в разное время вводились льготные тарифы на перевозку скота (который предполагалось временно передавать в те местности, где имелся корм) и на проезд самих крестьян, ищущих работы в других местностях. За весь период голода по льготным тарифам было перевезено 87,6 млн пудов (1,43 млн тонн) хлеба, бесплатно — 4,2 млн пудов (68 тыс. тонн). Льготные тарифы, принудительно введённые на частных железных дорогах, не представляли собой казённого пособия — убытки, по существу, были возложены на акционеров дорог. Однако, большинство частных железных дорог на тот момент имели 4—5-процентную доходность, гарантированную казной; так что часть убытков, опустивших доходность ниже этого уровня, всё равно была возмещена государством.

#### Финансирование продовольственной помощи
Обязанности по оказанию помощи правительство разделило с земствами следующим образом: государство полностью финансировало (на возвратной основе) все текущие закупки земствами хлеба и денежные выдачи пострадавшим, земства закупали хлеб и организовывали его раздачу. Хлебный рынок, за исключением запрета на экспорт, не регулировался, цены на хлеб были свободными.
Формальная сторона финансирования продовольственной кампании была сложной. Государство кредитовало из бюджета имперский продовольственный капитал (внебюджетный фонд, управляемый Министерством внутренних дел), который, в свою очередь, кредитовал губернские продовольственные капиталы (независимые внебюджетные фонды, управляемые комиссией с преобладанием чиновников). Губернские капиталы финансировали губернские земства, которые, действуя в качестве операторов, закупали хлеб. Земства от лица губернских капиталов ссужали хлебом сельские и волостные общества. В результате крестьянские общества оказывались должны хлебом (в размере, установленном для местных капиталов) и деньгами (в сумме, равной реальной закупочной стоимости хлеба, приобретённого земствами на средства губернских капиталов). Установленный законом срок возврата долга составлял 2 года, в виде исключения — 3 года; на практике эти сроки никогда не соблюдались.
Государственные расходы на продовольственную кампанию 1891—1892 годов из губернских и общеимперского продовольственного капиталов достигли 2,8 млн рублей и 90,5 млн пудов (1,48 млн тонн) хлеба, что в совокупной денежной оценке составляло 113 млн рублей. Суммарные расходы казны, связанные с неурожаем, составили 146 млн рублей. Размер расходов казны был значительно большим, чем во все предшествующие неурожайные годы; например, в неурожай 1880 года казна израсходовала 10 млн рублей; годовые обороты хлебных ссуд из продовольственных капиталов в 1880—1890-х годах обыкновенно составляли 18—25 млн пудов.

#### Общественные работы
Крестьяне пострадавших губерний уже летом 1891 года столкнулись с безработицей. В августе 1891 года правительство отменило сбор за выдачу паспортов для крестьян 18 губерний (паспорта требовались для выезда за пределы губернии проживания), надеясь этим стимулировать поиск крестьянами работы в других местностях, а также ввели льготный тариф на проезд этих крестьян по железным дорогам. Эти скромные меры не оказали заметного воздействия на ситуацию — работы в городах в голодный год было очень мало, а расценки на неё упали.
Правительство решило организовать также масштабные общественные работы. Основной расчёт состоял в том, что для населения будет более выгодным быть занятым общественно полезным трудом и питаться самостоятельно на заработанные деньги, чем получать ссуду и затем выплачивать её из последующих урожаев. На организацию и оплату работ было ассигновано 10 млн рублей, а управление ими было поручено генералу свиты М. Н. Анненкову, под надзором Особого совещания министров. С самого начала попытки организации общественных работ оказались неудачными. Крестьяне были свободны до начала полевых работ весной, между тем громоздкая бюрократическая машина тормозила любые решения. Работы только начали разворачиваться к середине зимы, а основная масса работ пришлась на лето 1892 года, когда крестьяне были заняты уборкой урожая. Ещё более неудачным был выбор самих работ и их мест — основная масса работ велась там, куда крестьянам из голодной зоны было тяжело добраться. Например, одной из главнейших работ было строительство дороги из Новороссийска в Сухум. В результате основная масса денег была израсходована после окончания голода и на наём рабочих из не пострадавших от голода губерний; результаты работ оказались весьма скромны по сравнению с расходами на них. Постепенно вскрылись и тяжкие финансовые злоупотребления. М. Н. Анненков был предан суду и в результате скандального судебного процесса в 1895 году уволен со службы с наложением на него начёта.
Земства между тем пытались самостоятельно организовать общественные работы, состоявшие преимущественно в благоустройстве селений и ведущих к ним дорог. Эти мероприятия оказались и полезнее, и эффективнее, чем казённые работы. Однако же и без того скромные бюджеты земств были подорваны различными экстренными расходами, связанными с голодом, и общественные работы проводились в незначительном объёме.

#### Официальные благотворительные учреждения
18 ноября 1891 года был создан «Особый комитет наследника цесаревича Николая Александровича» (официально именовавшийся «Особый комитет по оказанию помощи населению губерний, пострадавших от неурожая»). Комитет являлся официальным учреждением при Министерстве внутренних дел. Задачами комитета были накопление пожертвований и согласование различных видов благотворительной помощи. Комитет, действовавший до марта 1893 года, собрал и распределил 4,5 млн рублей пожертвований, а также провёл две благотворительные лотереи, давшие 8,7 млн рублей прибыли. В январе 1892 года в 14 губерниях были организованы единые официальные губернские благотворительные комитеты, а в 4 губерниях — образованы особые совещания под председательством губернаторов. Эти новые органы вобрали в себя уже действующие разрозненные благотворительные учреждения. За время голода через всю официальную благотворительную систему (включая Комитет наследника цесаревича) было распределено пожертвований деньгами и хлебом на сумму 19,7 млн рублей, то есть около 13 % от размера казённой помощи нуждающимся.
Деятельность официальных благотворительных комитетов была более широкой, чем пособия земств хлебом: кроме обычного пайка крестьяне получали пособия на прокорм скота, было куплено и роздано крестьянам (по льготной цене и с оплатой в рассрочку) 42 тысячи лошадей. Губернские комитеты не только сами организовывали помощь на местах, но и оказывали пособия частным лицам и организациям, выступавшим с различными благотворительными инициативами. Необычной формой помощи было командирование в губернии уполномоченных Комитета, обычно высокопоставленных чиновников МВД или чинов двора; предполагалось, что их высокий статус поможет преодолеть бюрократическую инерцию на местах. Комитет принимал и целевые пожертвования, направляя их по прямым распоряжениям благотворителей, и общие пожертвования; для распределения последних были составлены специальные списки, учитывавшие конкретные нужды голодающих. В числе удачных мероприятий Комитета было прикрепление губерний-доноров материальной помощи к определённым пострадавшим территориям, что позволяло оптимизировать логистику перевозок хлеба. Комитет оказывал помощь также мелким землевладельцам (например, обедневшим мелкопоместным дворянам), которые в хозяйственном смысле не отличались от крестьян и так же бедствовали, но не принадлежали к крестьянскому сословию и не имели права на казённую помощь, на эти цели было израсходовано 6,5 млн рублей.
Среди крупных жертвователей Комитета были княгиня З. Н. Юсупова, внёсшая 100 тысяч рублей, бухарский эмир Сеид-Абдул-Ахад-Хан (100 тысяч рублей), граф А. Д. Шереметев (50 тысяч рублей), великие князья Сергей Михайлович, Георгий Михайлович и Александр Михайлович (по 35 тысяч рублей каждый), великий князь Георгий Александрович (30 тысяч рублей), будущий премьер-министр Столыпин (10 тысяч руб).

### Закупка продовольствия и хлебный рынок
Заготовительная кампания 1891 года с самого начала приобрела беспорядочный характер. Объявление о прекращении с 15 августа хлебного экспорта, произведённое за месяц до события, дало неожиданный результат. Владельцы хлеба и хлеботорговцы поверили в то, что внутренняя цена после запрета упадёт ниже экспортной, и срочно приступили к вывозу хлеба за рубеж, нарушив деятельность железных дорог. После вступления запрета в силу, внутренняя цена немедленно поднялась выше международной, и хлеб, только что подвезённый к вывозным портам, двинулся в обратном направлении, снова перегружая железные дороги.
К окончанию сбора урожая в пострадавших губерниях в товарных хозяйствах землевладельцев было достаточно хлеба, чтобы обеспечить им все пострадавшие крестьянские хозяйства, не прибегая к закупкам за пределами губерний. В действительности на местах удалось закупить только 42 % необходимого хлеба, весь остальной хлеб был к началу закупочной кампании уже продан на экспорт и в другие регионы. Агентами, ответственными за закупку хлеба для продовольственной кампании, выступали губернские земства. Земства, как правило, назначали особого уполномоченного, который выезжал непосредственно в те регионы, в которых имелись излишки хлеба. Земства, не имевшие никакой объединяющей их организации, не смогли скоординировать свою деятельность и, перебивая друг другу цены, способствовали их повышению. Логистика поставок оказалась очень неудачной. Некоторые земства покупали хлеб в дальних регионах, в то время как соседние земства покупали хлеб на их собственной территории; некоторые земства перекупали хлеб друг у друга. Все эти неудачные действия привели к дальнейшей перегрузке железных дорог.
Обширные по объёму закупки, сопровождавшиеся движением хлебных грузов против обычного направления, дезорганизовали железные дороги. За всё время закупочной кампании на дорогах постоянно возникали заторы (скопления вагонов) и залежи грузов на станциях. Станции в пострадавших губерниях, откуда хлеб обычно только отправлялся, не были оборудованы для его приёмки и хранения. Чтобы хлеб не сгнил при хранении под открытым небом, железные дороги начинали хранить его в вагонах; за этим следовала следующая неприятность — вагоны занимали все станционные пути и препятствовали разъезду поездов. Для борьбы с заторами был командирован особый уполномоченный полковник А. А. Вендрих, активная и беспорядочная деятельность которого получила большую известность. Беспорядки на железных дорогах стали одной из причин возвышения С. Ю. Витте, который был призван на пост министра путей сообщения в феврале 1892 года как активный деятель, способный быстро справиться с кризисом.
Не меньшие проблемы возникали и с доставкой хлеба от железнодорожных станций до селений. Крестьянские лошади частью погибли от бескормицы или были съедены, а оставшиеся ослабели от недостаточного питания. Доставка в результате обходилась чрезвычайно дорого; в Симбирской губернии расходы достигали 24 копеек на пуд, в Пермской — 54 копеек на пуд, то есть были соразмерны с полной ценой хлеба в урожайные годы.
Хотя председатель Комитета министров И. Н. Дурново постоянно выступал с идеями регулирования хлебного рынка (запрет на закупки за пределами отдельных губерний, установление твёрдых государственных цен), такая позиция не встречала одобрения в бюрократических кругах. С самого начала кризиса правительство последовательно сохраняло полную свободу рынка хлебов. В отдельных губерниях местные власти проводили противоположную политику, пытаясь справиться с хлебными спекулянтами антирыночными методами. Например, вятский губернатор А. Ф. Анисьин в нарушение всех инструкций МВД с сентября 1891 года воспретил вывоз хлеба из своей губернии. Но подобные случаи были исключением, а не правилом. В целом правительство пыталось воздействовать на ситуацию рыночными методами. В частности, основным методом выравнивания цен на хлеб по различным губерниям признавалось понижение тарифа на его перевозку железными дорогами.
Хлеб, закупленный земствами, обошёлся в среднем в 122 копейки за пуд; чем севернее, тем дороже был хлеб — Пермское земство покупало его по 159 копеек, Таврическое — по 94 копейки.
Хлебный рынок в целом следовал закупочной кампании — пока земства и государство скупали хлеб, цены демонстрировали тенденцию к повышению. Например, в центре голода — Саратове — цена на рожь, составлявшая до голода 55 копейки за пуд, к июлю 1891 года (когда неурожай стал очевидным) достигла 107 копеек, к январю — февралю 1892 года (пик закупочной кампании земств) дошла до 146 копеек, а по завершении закупок упала до 107—114 копеек, продержавшись на этом уровне до нового урожая. В целом в регионах, удалённых и от производства, и от неурожая, цены повысились в 1,7—1,8 раза, в зоне голода — в 2,3—2,5 раза, в зоне производства хлеба, не поражённой неурожаем, — в 1,9—2 раза.

### Продовольственная помощь на местах
Организация продовольственной помощи на местах по законодательству была обязанностью самих крестьянских обществ (волостей и сельских обществ) и их выборных должностных лиц. Но и земства, и чиновники мало верили в способность крестьянского самоуправления к организации правильного распределения помощи. В сельской местности было очень немного официальных должностных лиц: на уезд (в среднем 100—120 тысяч жителей) приходилось 5—6 земских служащих (председатель и члены земской управы) и 3—4 земских начальника (государственная должность). Эти служащие были крайне перегружены работой по сбору и проверке сведений о нуждах крестьян. Хотя формально каждая заявка на получение пособия и прилагаемый к ней список получателей (составляемые сельскими старостами и утверждаемые сельским сходом) должны были проверяться и земством, и земским начальником, на практике они начали разделять зоны ответственности, не дублируя друг друга.
Перегруженность постепенно привела немногочисленных чиновников к тому, что они начали широко приветствовать появление в деревне добровольцев. Как только находился волонтёр — местный помещик, священник, купец или любой интеллигентный горожанин, земство назначало его попечителем (особая временная должность) и передавало ответственность ему; крестьяне, как потенциальные получатели ссуды, попечителями быть не могли. В некоторых уездах устраивали съезды попечителей, помогавшие волонтёрам согласовывать свою деятельность. Институт попечительства привёл к частичному слиянию государственной и общественной помощи голодающим; такой пример сотрудничества был весьма необычным на фоне общей внутренней политики Александра III, для которой была характерна крайняя насторожённость по отношению ко всем формам общественной деятельности. Если помощь крестьянам ограничивалась казённой ссудой, попечители проверяли правильность списков получателей (то есть выполняли работу чиновников), если же в их распоряжение попадали какие-либо благотворительные средства, они имели возможность перейти к более разнообразной деятельности.
Ссуды выдавались как на продовольствие, так и на семена для посева. На продовольствие было выдано 63,9 % зерна, на озимый посев 1891 года — 9,1 %, на яровой посев 1892 года — 27 % зерна. Ссуд на корм для скота не предусматривалось.
Выдача продовольственных ссуд крестьянам была начата — в очень незначительных масштабах (573 тысячи получателей) — в июле 1891 года, в октябре ссуды получали уже 1331 тысяча человек, в декабре — 5464 тысячи, в феврале 1892 года — 9669 тысяч. Максимума — между 11 140 и 11 850 тысячами человек — количество получателей ссуд достигло в марте—июне. Затем, с урожаем озимых, ссуда стала уменьшаться — в июле её получали 5070 тысяч человек, в августе — 112 тысяч человек. С сентября 1892 года все крестьяне были уже способны питаться собственной продукцией.
Стандартный размер продовольственной ссуды составлял 30 фунтов (12,3 кг) зерна на одного едока в месяц.
Из 38 млн жителей пострадавшего от неурожая района ссуды (в месяцы их максимальной выдачи) получали 13,1 млн человек (39 %). Процент населения, получавшего ссуду, различался по разным местностям — в наиболее пострадавшей Самарской губернии ссуда выдавалась 2⁄3 крестьян, а в наиболее пострадавших уездах разных губерний эта цифра доходила до 70 %.
За всю продовольственную кампанию было в среднем выдано 1,94 пуда (31,8 кг) на едока, в наиболее пострадавших губерниях средний размер выдачи доходил до 3,37 пудов (55,2 кг) на едока. Таким образом, ссуду в среднем по губерниям выдавали в течение 2,5—3 месяцев (апрель — июнь 1892 года), в наиболее пострадавших губерниях — в течение 5 месяцев (февраль — июнь 1892 года).
Всего за продовольственную кампанию 1891—1892 годов крестьяне получили в ссуду 109 млн пудов зерна и 4,9 млн рублей, что в совокупности соответствует 113 млн пудов (1,85 млн тонн) зерна.
Значительную проблему представляло составление списков получателей ссуд. Крестьяне отвечали за всё полученное сельским обществом зерно солидарно (круговая порука) и поэтому тяготели к распределению зерна поровну; зажиточные крестьяне не желали отвечать за долги бедняков по ссуде, которую они сами не получали. Политика же земств заключалась в том, что ссуды выдаются только тем, у кого не осталось никаких запасов продовольствия и не было при этом источника заработка. Ссуды давали тем, у кого остались лошадь и корова, абсолютно необходимые для крестьянского хозяйства, но не тем, у кого ещё были овцы, свиньи и домашняя птица. До весны 1892 года МВД предписывало не выдавать ссуды трудоспособным мужчинам. Фактически политика выдачи ссуд заключалась в том, что крестьяне получали право на ссуду только после полного разорения их хозяйства. Крестьяне, разумеется, старались спасти своё хозяйство и укрывали запасы продовольствия, пытаясь представить себя более нуждающимися, чем они были. Должностные лица осматривали и даже обыскивали избы крестьян, подозреваемых в укрывательстве продовольствия; из-за небольшого количества земских служащих и чиновников в сельской местности такие проверки были выборочными и эпизодическими. В целом основная работа и чиновников, и волонтёров заключалась в том, чтобы не дать крестьянам разделить лимитированную государственную помощь поровну по душам, что вскоре привело бы к голодной смерти более нуждающихся крестьян.

### Общественная помощь
Общественная помощь голодающим была двоякой. С одной стороны, добровольцы просто помогали чиновникам и земским служащим выполнять их основную работу: проверяли списки получателей ссуд, следя, чтобы крестьяне не скрывали запасы продовольствия или сторонние источники дохода. Эти действия, внешне имевшие вид отказа бедным, просящим о помощи, на самом деле были весьма полезными — помощь в большем количестве доставалась именно тем, кто в ней нуждался.
Как только в распоряжение работавших в деревне волонтёров попадали благотворительные средства, их возможности расширялись. Благотворительная помощь, как материальная, так и денежная, никогда не расходовалась по тому же принципу, что и казённая. Напротив, общественники стремились самыми разнообразными способами дополнить официальную хлебную ссуду, организовывая новые виды помощи. Волонтёры выдавали отдельную помощь для малолетних детей, выплачивали пособия тем семьям, которые оказались в особенно тяжёлой ситуации, оплачивали крестьянам изготовление привычных им кустарных изделий и общественные работы в деревнях, помогали крестьянам с дефицитным топливом. Были также и попытки справиться с такой важной проблемой, как нехватка корма для сельскохозяйственных животных — иногда крестьянам давали корм для скота, а иногда благотворители забирали лошадей на прокормление в другие местности, где фураж был в достатке.
Особенно удачной формой помощи, по общему признанию, оказалось устройство благотворительных столовых. Крестьяне, понимавшие, что продовольственная ссуда есть обязанность государства, не всегда верили в то, что получаемая ими благотворительная помощь состоит из пожертвований частных лиц. Любой помогавший крестьянам «барин» воспринимался ими как представитель государства, а ограниченный объём помощи с его стороны — как свидетельство того, что он «прикарманил» часть «царских» денег. Но то, что царь не будет устраивать столовые и организовывать питание, было для крестьян очевидным. Именно труды по устройству столовых понимались крестьянами как добровольная помощь и вызывали у них благодарность. Крестьяне, сохранившие запасы продовольствия, не стеснялись скрывать их и запрашивать продовольственную ссуду, но в то же время никогда не приходили в столовые за бесплатной едой. Даже в семьях, где еда заканчивалась, в столовых питались старики, женщины и дети, но здоровые мужчины старались не есть в них до последней крайности. Столовые служили местом общения крестьян и способствовали поддержанию в них бодрости и позитивного отношения к миру. Наблюдатели неизменно отмечали радостное настроение крестьян за обедом в благотворительных столовых.

### Комитеты по оказанию помощи российским голодающим в США
Для оказания гуманитарной помощи начиная с декабря 1891 года в штатах Миннесота, Небраска, Айова, Пенсильвания по инициативе губернаторов этих штатов были организованы комитеты помощи голодающим. В Нью-Йорке по инициативе торговой палаты был также создан комитет; в дальнейшем инициатива перешла к бруклинской религиозной газете «Christian Herald». В январе 1892 года начал работу Национальный комитет помощи российским голодающим (Russian Famine Relief Committee of the United States), ставший единым координационным центром данного филантропического движения. Финансирование комитетов осуществлялось на общественные средства, в кампании приняли участие практически все слои населения, различные организации, американское общество Красного Креста; проводились благотворительные концерты и спектакли.
Был сформирован так называемый «Флот голода» (Famine Fleet) — 5 пароходов с пшеничной и кукурузной мукой и зерном, овощами, фруктами, медикаментами и одеждой. Корабли прибыли в Россию в марте—июле 1892 года.
Первый корабль, «Indiana»[en], доставивший 1900 тонн продовольствия, был отправлен 22 февраля и прибыл 16 марта 1892 года в порт Либавы (ныне Лиепая) на Балтийском море. 23 апреля был отправлен пароход «Conemaugh» с 2500 тоннами продовольствия. Эти корабли были посланы пенсильванским комитетом.
Пароход «Missouri», рейс которого был организован комитетами Миннесоты и Небраски, доставил 2800 тонн зерна и кукурузной муки общей стоимостью 138 540 долларов, прибыл в Лиепаю 4 апреля 1892 года. Общая стоимость груза с учётом транспортных и телеграфных расходов, оплаты складских помещений в Нью-Йорке, погрузки, обслуживания рейса, предоставленного топлива, а также расходов на страхование составила 200 тысяч долларов.
Комитет Айовы собрал 3375 тонн продовольствия и на собственные средства зафрахтовал до Риги корабль «Tynehead». Вклад Айовы составил приблизительно 100 тысяч долларов.
«Leo», последний пароход, доставивший 2200 тонн продовольствия, вышел из Нью-Йорка в Петербург 13 июня 1892 года и прибыл 14 июля. Организаторы, издатели «Christian Herald» пастор Томас Талмэдж[en] и журналист Луиc Клопш[en] отправились в Россию для координации распределения еды. Цесаревич Николай, а также власти Петербурга и Москвы устроили приёмы в знак благодарности американской делегации. Газета «Московские новости» писала: «Талмаж заметил, что пожертвования, присланные на пароходе „Лео“, являются плодом чисто народной подписки. […] Женщины приносили свои браслеты и серьги, брошки и иные украшения и просили их продать, чтобы „купить хлеба для русских“, один мальчик (11 лет) из С.-Франциско прислал 3,5 доллара — свой заработок за 70 пар вычищенных сапог. Старик, отложивший 20 долларов на похороны, прислал эти деньги на покупку хлеба».
Многие компании и граждане США бесплатно оказали услуги по транспортировке собранных грузов как по территории США, так и до России. Например, железнодорожные компании бесплатно и вне графика пропускали поезда с продовольствием; судоходные компании предоставили корабли «Indiana», «Conemaugh» и «Missouri» без оплаты фрахта; портовые грузчики и моряки предложили свои бесплатные услуги; владельцы продуктовых и бакалейных магазинов снабдили экипаж «Индианы» бесплатным питанием на сумму 75000 долларов; телеграфные компании бесплатно пересылали сообщения, что сильно облегчало деятельность комитетов.
Помимо отправленного в Россию продовольствия гражданами США (также по частной инициативе) для помощи голодающим было собрано приблизительно 150 тыс. долларов (цифра неточная, так как по имеющимся данным можно определить лишь сумму денег, отправленных непосредственно в американскую Миссию в Санкт-Петербурге, на имя Л. Н. Толстого и его Комитета, через российскую Миссию в Вашингтоне и Генеральное консульство в Нью-Йорке).
Общая стоимость гуманитарной помощи, предоставленной США в 1892 году, оценивается в сумму около 1 млн долларов США (с учётом инфляции эквивалентно 31 миллиону долларов в 2022 году).
Эти события изображены на картинах 1892 года знаменитого российского художника Ивана Айвазовского «Корабль помощи» и «Раздача продовольствия». Айвазовский передал эти картины в дар вашингтонской галерее Коркорана во время визита в США в 1892—1893 году.
Будущий император России Николай II, руководитель «Особого комитета наследника цесаревича Николая Александровича», который занимался накоплением и распределением общественных пожертвований, заявил: «Мы все глубоко тронуты тем, что к нам из Америки приходят корабли, полные продовольствия». Резолюция, подготовленная видными представителями российской общественности, в числе которых был Д. И. Менделеев, в частности, гласила: «Посылая хлеб русским людям в годину лишений и нужды, Соединённые Штаты Америки проявляют наиболее волнующий пример братских чувств. Русские химики, посвятившие себя службе всемирной науке, на своём собрании 7(19) мая решили просить своих братьев из Смитсоновского института передать их искреннюю благодарность всем лицам и институтам, которые внесли вклад в оказание братской помощи». В 1893 году Великий князь Александр Михайлович был направлен в США с официальным визитом, чтобы выразить благодарность президенту за помощь, оказанную России во время неурожая.

## Положение в деревне
Ситуация в поражённых голодом деревнях, и в моральном, и в экономическом отношении, описывалась наблюдателями как исключительно депрессивная. Хозяйство всех крестьян, у которых не хватало ресурсов, чтобы самостоятельно дотянуть до урожая, постепенно приходило в упадок. Состояние здоровья крестьян, по мере их истощения от недостаточного питания и развития эпидемических заболеваний, ухудшалось, смертность росла. Трудоспособные люди были лишены возможности сделать что-либо для улучшения своего положения — найти работу было почти невозможно, продукты надомных кустарных промыслов не пользовались спросом, всё, что можно было продать, уже было продано.
Л. Н. Толстой, активно помогавший голодающим, оставил выразительное описание деревни, относящееся к зиме и весне 1892 года:

Люди и скот действительно умирают. Но они не корчатся на площадях в трагических судорогах, а тихо, с слабым стоном болеют и умирают по избам и дворам. Умирают дети, старики и старухи, умирают слабые больные. И потому обеднение и даже полное разорение крестьян совершалось и совершается за эти последние два года с поразительной быстротой. На наших глазах происходит не перестающий процесс обеднения богатых, обнищание бедных и уничтожение нищих. Процесс совершается обыкновенно так: богатый сначала продаёт лишнюю скотину, то есть трогает основной капитал, лишается своего обеспечения в случае невзгоды, средний закладывает часть земли, берёт под заработки у господ и их приказчиков вперёд деньги, закабаляя себя часто в неисполнимую весеннюю и летнюю работу. Бедный продаёт последнюю корову и потом лошадь и потом закладывает или продаёт землю. Нищий ходит по миру. Когда богатым проедено то, что выручено за скотину, он делает то, что делает средний, то есть закладывает землю, закабаляется в работу, а средний — то, что бедный, а бедный — то, что нищий — продаёт надел, если ещё раньше его не отобрали в пользу богатого, исправного плательщика. Между тем нищий уже начинает ломать двор, ригу, топить ею избу и, наконец, продаёт свою избу на дрова, а семья частью идёт на квартиру, за которую заплачивает каким-нибудь остатком имущества, частью расходится по миру. Вот что происходит в экономическом отношении. В нравственном же отношении происходит упадок духа и развитие всех худших свойств человека: воровство, злоба, зависть, попрошайничество и раздражение, поддерживаемое в особенности мерами, запрещающими переселение. …В гигиеническом или скорее в антигигиеническом, то есть в отношении смертности народа происходит то, что общие шансы на смерть значительно увеличиваются. Здоровые слабеют, слабые, особенно старики, дети преждевременно в нужде мучительно умирают.

## Эпидемии
1892 год оказался крайне неблагоприятным в эпидемическом отношении. По весьма неполной официальной статистике, в 1892 году было зарегистрировано 4,5 млн случаев инфекционных заболеваний при нормальном значении 3 млн. С зимы 1891—1892 годов земская и государственная медицина регистрировали резкое повышение заболеваемости по эндемическим для Средней России того времени заболеваниям — прежде всего сыпным тифом (в 3 раза), дизентерией (в 2 раза), малярией (в 1,4 раза). Летом к ним присоединилась холера, официально было выявлено 613 тыс. случаев заболевания. Общая смертность по стране выросла до 3,82 % против средней за 10 последних лет 3,27 %.
Далеко не все эти явления находились в прямой связи с неурожаем. Например, эпидемия тифа географически не была связана с зоной неурожая и голода, особенно тяжело она поразила Полтавскую губернию, где голода не было. Эпидемия холеры была частью Шестой пандемии холеры и пришла закономерным образом по общему ходу распространения пандемии из Азии; основная масса жертв холеры пришлась на июнь и июль, когда собственно голод уже закончился. Разумеется, голод усилил ущерб, причинённый эпидемическим кризисом. Во-первых, население усиленно перемещалось в поисках работы, крестьяне скапливались в ночлежках, на станциях, то есть в тех местах, где антигигиенические условия способствовали передаче инфекций; не найдя работы, носители инфекций возвращались в свои селения и ещё более расширяли эпидемию. Во-вторых, общее ухудшение состояния здоровья крестьян из-за систематического недоедания явно способствовало повышению заболеваемости и смертности от инфекций. Точная количественная оценка этих явлений невозможна по причине фрагментарного характера собираемых на тот период данных медицинской статистики.

## Причины голода

### Общий анализ явления
Причины событий 1891—1892 года были комплексными. Непосредственной причиной голода была сильнейшая засуха, постигшая обширный и плодородный регион. Тем не менее необычайно низкий урожай был уже следствием не только засухи, но и примитивной крестьянской агротехники, тесно связанной со всем аграрным строем послереформенной России. Нехватка хлеба как таковая не имела автоматическим следствием голод — своего хлеба не хватало в 13 (при среднем урожае) и в 20 (при небольшом неурожае) из 60 губерний Европейской России и Царства Польского. Население этой зоны давно смогло найти сторонние источники дохода — отход (временная работа в городах), кустарные промыслы, выращивание технических культур и т. п. — и часть года питалось покупным хлебом. Но неурожай 1891 года поразил именно ту зону, население которой привыкло надеяться на собственный хлеб. Неурожай поставил выживание крестьян в зависимость от сторонней продовольственной помощи, так как их хозяйства не располагали необходимыми запасами денег и продовольствия (ещё одно комплексное следствие недостатков тогдашнего аграрного и экономического строя), а сами крестьяне не обладали навыками и хозяйственными связями, помогающими им получить добавочный денежный доход. Ситуация была усугублена тем, что неурожай 1891 года пришёлся на самое неудачное время — в 1889 и 1890 годах урожаи были плохими. Два предшествующих крупному неурожаю плохих года привели к тому, что все накопленные ранее запасы — как в хозяйствах, так и в сельских запасных магазинах — к моменту неурожая были уже опустошены.
В критический момент государственная система продовольственной помощи, в своей основе устроенная вполне разумно, дала сбой — оказалось, что контроль над накоплением системой запасов был потерян и реальный объём продовольствия и денег в системе был много меньше номинального (которого теоретически хватило бы для нейтрализации кризиса). Государству, вместо запуска системы продовольственной помощи в штатном режиме, пришлось прибегнуть к экстренным мероприятиям. Широкий масштаб необходимых закупок хлеба, высокая нагрузка на транспортную сеть, нехватка персонала на местах вкупе с общей бюрократической инерцией привели к тому, что эффективная продовольственная помощь была налажена с трёх-пятимесячным опозданием. Кризис питания совпал с не менее тяжким эпидемическим кризисом. Зимой 1891—1892 годов в поражённом неурожаем регионе произошла вспышка эндемического возвратного тифа, а к моменту окончания продовольственного кризиса (лето 1892 года) в регион пришла Пятая пандемия холеры. Очевидная слабость тогдашней системы здравоохранения вряд ли может быть названа причиной высокой смертности от тифа и холеры — наука к тому времени ещё не нашла эффективных методов лечения этих инфекций.
Среди современников было распространено восприятие засухи также как признака наступающего экологического кризиса, вызванного, в первую очередь, практически полным истреблением лесов, за предшествующее десятилетие сведённых под пашню. Современные исследования не подтверждают эту теорию в части глобальных климатических изменений; в то же время применение лесозащитных полос для задержания снега на полях, о котором только мечтали агрономы того времени, в наши дни стало общепринятым.
Сочетание хронического недоедания, отсутствия корма для скота и топлива, истощения всех средств и запасов крестьянских хозяйств, высоких цен на продовольствие, безработицы, низких цен на наёмный труд, увеличения заболеваемости обычными инфекционными заболеваниями и прихода эпидемии холеры привело к острому кризису, значительно более широкому, чем просто голод. А. С. Ермолов назвал это печальное явление народным бедствием.

### «Продовольственное дело» и его состояние в 1891 году
Действовавшая в 1891 году система продовольственной помощи начала развиваться ещё в царствование Екатерины II, а в её современном виде была учреждена ещё при крепостном праве, в 1834 году. Несмотря на множество мелких уточнений, этот устойчиво действующий механизм мало изменился в своей основе за прошедшие 57 лет. Базовым принципом системы было накопление за счёт взносов крестьянами продовольственных и денежных запасов, которые выдавались крестьянам же в ссуду в случае неурожая.
В волостях и крупных сёлах находились сельские запасные магазины (на современном языке — склады), нормативный размер которых составлял четверть (142—150 кг) пшеницы или ржи и ½ четверти (45—60 кг) овса или ячменя на одну ревизскую душу. Ежегодный взнос (для планового обновления запасов зерна) составлял 4 гарнца (1⁄16 четверти) из урожая озимых и 2 гарнца из урожая яровых, то есть 1⁄16 общего нормативного объёма запасов, а выданные крестьянам продовольственные ссуды подлежали погашению за два года (в крайних случаях — за три года). Так как ревизиями учитывались только мужчины, а последняя ревизия была проведена в 1858 году, то условные 21 млн ревизских душ (в губерниях, охваченных продовольственной системой) соответствовали 66 млн человек реального населения. Таким образом, нормативные запасы составляли в среднем 4 пуда (65 кг) зерна на одного жителя. К 1891 году в Европейской России было 95 тысяч запасных магазинов. Вместо запасов хлеба частично, по сложным правилам, мог накапливаться денежный капитал.
Кроме местных запасов и капиталов, существовали губернские и общеимперский продовольственные капиталы, имевшие только денежную форму. Губернский капитал мог расходоваться исключительно на местные губернские нужды. Основные средства капиталов были сформированы в дореформенную эпоху; в период земств население не вносило никаких взносов на пополнение капиталов, которые увеличивались только за счёт инвестирования собственных средств. Капиталы предназначались для закупки хлеба в годы сильных неурожаев, когда товарные запасы в системе исчерпывались. Израсходованный капитал подлежал пополнению также за счёт взносов крестьян.
Порядок управления всеми этими запасами был запутанным и сложным. Решение (приговор) сельского схода о выдаче ссуды из своего общественного магазина требовало утверждения на уровне волости, согласования земского начальника и уездной земской управы, использование средств губернского капитала — последовательных решений уездных земской управы и земского собрания, губернской земской управы и земского собрания и согласования губернатора, использование средств имперского капитала — запроса губернской земской управы, заключения губернатора и решения МВД.
Продовольственная система не ставила перед собой задачи обеспечить крестьянам комфортное существование в случае неурожая. Её цели были значительно более ограниченными: не допустить голодных смертей; не допустить, чтобы поля после голодного года остались незасеянными; не допустить такого упадка хозяйства после голодного года, при котором население не сможет платить налоги. Максимальный размер ссуды (12,3 кг зерна в месяц) был поддерживающим, сам по себе не обеспечивал полноценного питания и предполагал наличие у крестьян хотя бы небольших дополнительных источников продовольствия.
Объём натуральных запасов и денежных средств в системе был, в целом, рассчитан верно. Государственный продовольственный капитал был задействован практически каждый год, но при этом с 1866 года и до 1891 года ресурсы системы продовольственной помощи были исчерпаны полностью только один раз, в 1881 году. Проблема заключалась в том, что за состоянием запасов не было надлежащего контроля. Крестьяне охотно брали хлебные ссуды из местных продовольственных магазинов и неохотно их отдавали; точно так же себя вели и корпоративные участники процесса — крестьянские общества были должны губернским капиталам, губернские капиталы — имперскому. Система работала в одну сторону — однажды занятое было очень сложно вернуть. Ещё хуже было то, что статистика о натуральных запасах на нижнем уровне — в общественных продовольственных магазинах — постепенно всё глубже и глубже фальсифицировалась. Неудачно составленный продовольственный устав возлагал на земства обязанность следить за запасами в общественных магазинах, но не давал им никаких полномочий, позволяющих надавить на крестьян, отказывающихся возвращать ссуды.
Осенью 1891 года правительство решило проверить реальное наличие запасов в системе продовольственной помощи. Результаты оказались пугающими. В 50 губерниях Европейской России налицо оказалось только 30,5 % от нормативного запаса зерна; в 16 пострадавших от неурожая губерниях ситуация была ещё хуже — там имелось только 14,2 % от нормы. В Казанской, Оренбургской, Рязанской, Самарской, Тульской губерниях имелось менее 5 % от нормы, то есть общественные сельские магазины были полностью пусты. Сельские и мещанские общества, земства Европейской России располагали 24,9 млн рублей денежного капитала, при этом им были должны 11,3 млн рублей, а они были должны в губернские и имперский продовольственный капиталы 31,4 млн рублей.
Целый ряд причин — плохой урожай предыдущего года, неудачная система контроля, безответственность крестьянских обществ, застойная бедность хозяйства — привели крестьян к тому, что предусмотренные законом запасы к моменту крупнейшего неурожая отсутствовали. Широкомасштабная кампания продовольственной помощи, которая теоретически могла бы большей частью опираться на местные сельские запасы, теперь была возможна только за счёт крупных централизованных закупок и государственных субсидий.
Продовольственная система продемонстрировала два крупных недостатка. Во-первых, крестьяне были недовольны благотворительным характером продовольственных ссуд — хлеб в общественные магазины засыпали зажиточные крестьяне, а ссуды в случае голода в первую очередь получали бедняки. Это недовольство приводило к тому, что крестьяне скрыто саботировали накопление хлебных запасов. Во-вторых, сложная система многоуровневых согласований приводила к тому, что неурожай был очевиден для крестьян в конце июня, но решения о выдаче ссуд принимались бюрократической машиной только в конце сентября. За это время крестьяне, получение ссуды которым ещё не было гарантировано, сами разоряли своё хозяйство, продавая по минимальным ценам всё что можно (преимущественно излишний скот и, авансом, свой труд) в стремлении запастись зерном.

### Отсталость и упадок крестьянского хозяйства
Традиционные крестьянские технологии изменялись медленно, и их эволюция не успевала за нарастанием «земельной тесноты», требовавшей более трудоёмких (на селе был избыток рабочей силы), но и более урожайных методов обработки земли. В начале 1890-х крестьяне ещё широко практиковали зелёный пар (использование поля под паром как общего пастбища до начала посева озимых); сажали яровые культуры, не поднимая зябь (вспашка поля поздно осенью под посев весной); не выполняли двоения (повторная пахота в середине лета); не были знакомы с рядным сеянием и не сортировали семена для посева. В крестьянском обиходе эффективные плуги ещё не успели заменить примитивную соху. Крестьяне уделяли мало внимания картофелю, дающему больший урожай с единицы площади при больших трудозатратах; не сеяли кормовые травы и не культивировали кормовые корнеплоды. Так как площадь пашни постоянно увеличивалась за счёт лугов, в крестьянских хозяйствах на десятину пахотного поля приходилось всё меньше навоза — единственного доступного на тот момент для крестьянина удобрения.
Все эти агротехнологии к началу 1890-х годов уже широко применялись в успешных помещичьих хозяйствах. Урожайность помещичьих полей (в подавляющем большинстве также имевших трёхпольный севооборот) на тот момент в среднем была на 20—25 % выше, чем крестьянских. На образцовых опытных полях агрономических станций (при использовании многопольных севооборотов, травосеяния и т. п. новых технологий) удавалось собирать урожай на 100—150 % выше крестьянского. По современной оценке, крестьянские хозяйства только за счёт улучшения обработки земли, без перехода на улучшенные севообороты и без использования минеральных удобрений, имели возможность поднять урожайность на 50 %.
Но, несмотря на очевидные успехи агрономии, крестьянские общины продолжали придерживаться неэффективных технологий. Причины этого явления были многообразны. Прежде всего крестьяне в своём большинстве не только не имели даже начального образования, но и были неграмотны. Результатами неграмотности были косность, боязнь изменений, плохая информированность; крестьяне были просто неспособны ни прочитать агрономическую книгу, ни понять соображения агронома, например, о дефиците фосфора или калия как причине неурожая. Второй причиной было хроническое недофинансирование крестьянского хозяйства, отсутствие у крестьян надлежащих товарных запасов и оборотных средств; к примеру, многие крестьяне хотели купить усовершенствованные сельскохозяйственные орудия или породистый скот, но не имели возможности это сделать из-за нехватки денег и отсутствия доступа к кредиту. Эта проблема имела тенденцию усугубляться — чем более увеличивалось сельское население, тем более мельчали хозяйства, становясь всё слабее в финансовом отношении.
Основным препятствием к прогрессу сельского хозяйства ряд наблюдателей уже начал считать саму крестьянскую общину. Эта крайне специфическая форма организации сельскохозяйственного производства обладала тремя базовыми недостатками:
- Общины практиковали чересполосную обработку земли — надел каждого крестьянина состоял из множества (обычно из 20—30) узких полосок в разных полях; крестьяне затрачивали много времени и сил на перемещения от одной полоски к другой, значительная часть земли пропадала под межами.
- Общины практиковали регулярные или нерегулярные переделы — перераспределение земельных участков между домохозяйствами пропорционально изменившемуся размеру семей. Риск потерять конкретный участок при переделе лишала крестьян стимула к долговременному повышению качества почвы.
- Хозяйство крестьян при чересполосном владении было индивидуальным, но севообороты всех пользователей полосок на одном поле по необходимости были синхронизированы: поле под паром превращалось в общественное пастбище, что исключало возможность посева на отдельной полоске в собственном порядке. Соответственно, даже те крестьяне, которые желали перейти на улучшенные севообороты (или на иные культуры), не имели возможности сделать это в рамках общины.

В то же время общая неэффективность крестьянского хозяйства была причиной системной бедности и нехватки продовольственных запасов, но не собственно неурожая 1891 года. Сочетание бесснежной зимы и последующей засухи в 1890—1891 годах оказало настолько сильное действие на посевы, что урожай и на хорошо обработанных помещичьих полях, и у крестьян был одинаково низким. По мнению наблюдателей, какой-либо урожай в зоне засухи был только там, где летом 1891 хотя бы один раз прошёл сильный дождь.

### Общие экономические и демографические факторы
В послереформенной России наблюдался быстрый рост населения, причём темпы прироста тоже увеличивались. Площадь обрабатываемой земли также увеличивалась, частично за счёт освоения новых земель в Сибири, частично за счёт постепенного наступления пашни на леса и луга. Но рост населения обгонял расширение пахотных земель; за счёт разделения больших семей число крестьянских домохозяйств увеличивалось, а количество земли на одно домохозяйство — уменьшалось. Это явление, называвшееся в то время земельной теснотой, считалось современниками главной причиной предполагаемого упадка сельского хозяйства.
Современным историком С. А. Нефёдовым, анализирующим события в рамках неомальтузианского подхода (ограничения зачатия), выдвинута теория, представляющая голод 1891—1892 годов как часть истинного мальтузианского кризиса (фаза сжатия демографического цикла), то есть действительную нехватку ресурсов из-за быстрого роста населения. При таком объяснении голод был одним из первых проявлений общей социальной, экономической и демографической перенапряжённости, завершившейся только после Второй мировой войны с переходом к фазе расширения демографического цикла.
Эта теория однако является спорной, её активными оппонентами выступают историки М. А. Давыдов и Б. Н. Миронов, объясняющие события исходя из классической экономической теории. По мнению последних, кризис был вызван принципиально решаемыми административными (сбой системы продовольственной помощи) и институциональными (нерациональное общинное землепользование) проблемами; уточнённый анализ статистики показывает, что в стране росли и производство продовольствия, и доход на душу населения. Кроме того, одних только мероприятий по налаживанию системы продовольственной помощи оказалось достаточно для того, чтобы при дальнейших неурожаях (1905—1906, 1910—1911 годы) голод был своевременно предупреждён. По мнению представителей данного направления, оценки хозяйства крестьян как деградирующего, а самих крестьян как терпящих непрерывные бедствия, типичные для дореволюционной литературы народнического и либерального направления, были политически ангажированы и не соответствовали действительности.

#### Бум железных дорог
Многие современники считали, что одной из главных причин голода являлось широкое развитие сети железных дорог: продавать излишки зерна стало проще и выгодней, чем накапливать их, после появления железных дорог транспортные издержки снизились и стал возможным экспорт зерна. По этому вопросу высказывался и Л. Н. Толстой. Положения современной экономической теории считают[какие?], что эти взгляды неправильны, а технические новации, сопровождающиеся повышением производительности труда, в конечном счёте приводят к повышению благосостояния.

#### Экспортная политика
Большой критике подвергался в современную голоду эпоху и сам факт экспорта Россией зерновых. Политика министра финансов И. А. Вышнеградского, готовившего финансовую систему России к введению золотого рубля, требовала накопления казначейством золотого запаса. Основным методом служило подавление импорта и поощрение экспорта путём введения высоких ввозных пошлин на важнейшие товары и обнуления вывозных пошлин на все товары. Так как хлеб был главной составляющей российского экспорта, эта политика могла восприниматься и как поощрение вывоза хлеба. Вышнеградский как сторонник свободного экспорта сопротивлялся любым мерам по его ограничению, прежде всего запрету на экспорт в неурожайные годы. В воспоминаниях С. Ю. Витте ему приписывается знаменитая фраза «Недоедим, но вывезем», как бы демонстрирующая расчётливый цинизм Вышнеградского. Однако задержка с объявлением запрета на экспорт (и трёхнедельная отсрочка от момента объявления), ставившиеся в вину Вышнеградскому, более информированным современникам уже не казались ошибками. А. С. Ермолов считал, что запрет на экспорт только подорвал позиции России на мировом хлебном рынке, между тем как внутренняя цена всё равно установилась выше мировой (то есть экспорт остановился бы сам). Общая идея вредоносности экспорта для экономики страны, весьма популярная в 1890—1900-е годы, с позиций современной экономической науки представляется неверной.

## Демографические потери
Повышенная смертность в 1892 году была замечена как наблюдателями, так и медицинской и демографической статистикой. Американский исследователь Р. Роббинс проанализировал статистику смертности в 17-ти наиболее поражённых голодом губерниях, сравнив показатели 1892 года со средним пятилетним значением (за 1888—1890 и 1893—1894 годы). Смертность в 1892 году составила 4,81 % при средней смертности за десятилетие 1881—1890 годов в 3,76 %, то есть повысилась на 28 % выше обычного уровня. Сверхсмертность 1892 года (от всех причин) в зоне голода составила 406 тыс. человек. Роббинс замечает, что часть этих смертей объясняется эпидемическими заболеваниями, но затрудняется назвать точную цифру; смертность от холеры он оценивает не менее чем в 100 тыс. человек.
Свидетели голода 1891—1892 годов неизменно усматривали основную причину смертей в инфекционных болезнях; инфекции казались им «спутниками голода». Непосредственно смерть взрослых крестьян от недоедания (смерть от алиментарной дистрофии) свидетелями не наблюдалась (что, разумеется, не исключает возможности отдельных случаев голодной смерти); все слышали о голодных смертях, но не видели их сами (Л. Н. Толстой: «Голодные смерти, по сведениям газет и слухам, уже начались»). Более сложной была ситуация с восприятием наблюдателями смертей младенцев. Смертность младенцев, независимо от урожая и эпидемической ситуации, была настолько высокой (а состояние их здоровья — настолько плохим), что при поверхностном наблюдении деревенской жизни предполагаемая сверхсмертность в период голода могла «маскироваться» высоким уровнем постоянной смертности.
Различение смерти от голода и смерти от болезни по имеющимся статистическим материалам затруднено. Если статистика смертности вполне надёжна, то статистика Медицинского департамента МВД по причинам смерти содержит весьма произвольные данные: она собиралась по данным земских врачей (регистрировавших далеко не все случаи болезни) и по сведениям крестьянских должностных лиц (не обладавших врачебной квалификацией). Во многих случаях голод и инфекции по существу в равной мере являлись причиной смерти: ослабевшие от голода люди были более подвержены заражению, а их организм хуже боролся с болезнью. Ещё одна причина развития эпидемий также была косвенно связана с голодом: крестьяне, разорённые неурожаем, массово бежали в города в поисках работы, а не найдя работу, столь же массово возвращались в родные деревни. Усиленное движение населения по стране, сопровождаемое проживанием обнищавших крестьян в особо антигигиенических условиях, способствовало распространению инфекций.
Оценки происходившего современниками изменялись от установления факта повышенной смертности (в особенности среди детей, больных и стариков) вследствие вспышки инфекционных заболеваний, обусловленных голодом (В. А. Оболенский: «И вот миллионы голодают, сотни тысяч умирают от холеры и тифа»), и до восприятия событий как чисто эпидемического кризиса.
Комплексно подходивший к вопросу Л. Н. Толстой считал основной проблемой не столько голод, сколько систематическое ухудшение здоровья крестьян от недоедания (текст 1898 года):

если разуметь под словом «голод» такое недоедание, вследствие которого непосредственно за недоеданием людей постигают болезни и смерть, как это, судя по описаниям, было недавно в Индии, то такого голода не было ни в 1891 году, нет и в нынешнем. Если же под голодом разуметь недоедание, не такое, от которого тотчас умирают люди, а такое, при котором люди живут, но живут плохо, преждевременно умирая, уродуясь, не плодясь и вырождаясь, то такой голод уже около 20 лет существует для большинства чернозёмного центра и в нынешнем году особенно силен.

Современное микроисторическое исследование С. Хока, посвящённое многолетней истории одной деревни в Тамбовской губернии (входившей в зону наибольшего неурожая 1892 года), показывает отсутствие статистической связи между эпидемическими кризисами смертности и неурожаями. Автор выделяет два типа кризисных эпидемических периодов: нехолерные кризисные годы (с повышенной детской смертностью) и холерные кризисные годы (с повышенной смертностью во всех возрастах), причём повышенная смертность в такие годы не демонстрирует зависимости от предшествующего урожая. В рамках такого объяснения наблюдатели просто обращали больше внимания на жизнь крестьян в те годы, когда эпидемические кризисы совпадали с неурожаями, что и создавало у них впечатление взаимосвязи между этими двумя явлениями.
Кроме повышенной смертности, в период голода наблюдалась и пониженная рождаемость. Общий прирост населения Европейской России в 1892 году составил 330 тыс. человек (0,45 %), при том, что за предшествующее десятилетие средний прирост составлял 989 тыс. человек, а в наихудший год из десяти — 722 тыс. человек. В то же время, одногодичное уменьшение прироста населения на 660 тыс. человек составляло только 0,6 % от общей численности населения империи (120,2 млн человек), так что общее воздействие событий на численность населения было незначительно малым.
Голод, сопровождавшийся таким количеством смертей, был совершенно невероятным событием для Западной Европы того времени, но в глобальных масштабах не представлял собой заметного явления: основными зонами, регулярно поражаемыми катастрофическим голодом, в то время были Индия (в особенности Бенгалия) и Китай. Количество погибших от голода в течение второй половины XIX века в Индии оценивается в 12—29 млн человек, в Китае — в 20—30 млн человек.

## Последствия

### Влияние на экономику России
Неурожай 1891 года представлялся современникам, особенно придерживавшимся левых взглядов, беспрецедентным экономическим провалом. Новейшие исследования показывают, что реальное негативное воздействие неурожая на экономику было малозначительным. И в 1891, и в 1892 году, несмотря на действовавший часть года запрет на вывоз зерновых, Россия смогла достичь положительного баланса внешнеторговых операций. В год наименьшего экспорта — 1892 — было вывезено 3,22 млн тонн зерновых, при том что нормальный объём для урожайных лет составлял около 10 млн тонн. При этом превышение экспорта над импортом составило в наихудший 1892 год 76,0 млн рублей при наилучшем балансе за 1890-е годы (в 1897 году) 169,7 млн рублей. Таким образом, неурожай не смог подорвать правительственную политику накопления золотого запаса путём искусственного сдерживания импорта (за счёт высоких ввозных пошлин). Доходы бюджета в 1891 году оказались на 119 млн рублей (11 %) меньше, а расходы — на 59 млн рублей (5,6 %) больше, чем в предшествующем году, что привело к бюджетному дефициту в 186,7 млн рублей. Однако уже в 1892 году, несмотря на то, что на этот год пришлась основная масса расходов по продовольственным ссудам, бюджет был сведён с профицитом (положительным сальдо) в 43,5 млн рублей. Золотой запас России в 1892 году достигал максимума за период 1887—1900 годов. Неурожай не оказал практически никакого влияния на конъюнктуры промышленных товаров. Учётная ставка Государственного банка по трёхмесячным векселям (основной индикатор стоимости денег в тогдашней экономике), в нормальные периоды составлявшая 4,5 %, поднялась к концу осени 1891 года до 6 %, но уже с января 1892 года начала опускаться, и к маю вернулась на нормальный уровень. К 1893 году экономика России функционировала так, как будто бы неурожая и не было.
Экономическая ситуация снаружи казалась худшей, чем она была на самом деле: когда правительство (не испытывавшее особой нужды в средствах) в конце 1891 года решило разместить в Европе очередной заём, оно неожиданно встретилась с крайне негативными ожиданиями европейских инвесторов; заём был размещён не полностью и на плохих условиях. На период неурожая падали также и рыночные курсы российских государственных ценных бумаг, например, курс четырёхпроцентного золотого займа упал с нормальных 101—105 % до 87 %.
Бюджет России обладал, как оказалось, достаточной финансовой прочностью и умением оперировать с государственным долгом. Крупные экстренные бюджетные расходы 1891—1892 годов, связанные с неурожаем, — более 160 млн рублей (включавшие в себя продовольственную помощь, государственные субсидии благотворительным учреждениям и расходы на общественные работы), 7,2 % от совокупных расходов бюджета за два года — не вызвали финансового краха. Политика накопления государством золотого запаса показала свою оправданность — резервы сглаживали воздействие на экономику сильных годовых изменений урожайности. И наконец, общая неразвитость российской экономики и оторванность аграрного производства от промышленности неожиданно сыграли положительную роль: эти сектора были слишком разобщены, чтобы кризис в одном из них перекинулся на другой. Сокращение сельскохозяйственной продукции в неурожайный год привело в основном к её недопотреблению в хозяйствах самих производителей, то есть экономический ущерб не вышел за пределы недоразвитых, самодостаточных крестьянских хозяйств.
Разумеется, негативное воздействие неурожая непосредственно на сельское хозяйство в пострадавших регионах было более сильным, чем на экономику в целом. Но 1893—1895 годы оказались исключительно урожайными. Положительные результаты этих трёх лет перекрыли провалы предшествующих трёх лет, и общее направление медленного развития сельскохозяйственного производства в России не изменилось.

### Политические последствия
Голод 1891—1892 годов, поначалу представлявшийся кратковременным хозяйственным кризисом, в долговременной перспективе оказался много более значимым событием. Современный историк О. Файджес считает события 1891—1892 годов первым крупным проявлением противостояния царизма и общественности, первой манифестацией конфликта, последующее развитие которого привело к падению царского режима.
Большое политическое значение имел не столько сам голод, сколько резко обозначившийся конфликт между общественностью и автократией. Голод пробудил общественное движение и способствовал политизации общественности. Неудачи правительства в организации помощи голодающим, равно как и успехи волонтёрского движения, в общественном мнении воспринимались чрезвычайно преувеличенными. Постепенно сформировался своеобразный «либеральный миф» о голоде 1891—1892 годов. В рамках этого мифа правительство намеренно, из-за полного безразличия к простому народу, отказывалось помогать голодающим до тех пор, пока благородный порыв либеральной общественности не заставил его начать принимать необходимые меры. Но польза от правительственной помощи, оказываемой как бы нехотя, была несравнима с пользой от деятельности добровольцев. Кроме того, правительство, из недоверия к любым формам общественной активности, препятствовало работе волонтёров и сбору пожертвований. Такое, далёкое от объективности, восприятие событий приводило к широкому выводу о том, что царизм и бюрократический строй являются тормозом, препятствующим нормальному развитию страны; а передача максимума инициативы и власти обществу (в лице местного самоуправления, парламента, общественных организаций) приведёт к быстрому процветанию и прогрессу. Первым практическим последствием такого взгляда оказалось постепенное сплочение земского движения, сыгравшего одну из главных ролей в событиях революции 1905—1907 годов. Таким образом, события 1891—1892 годов оказались как бы спусковым крючком, запустившим медленно развивавшийся конфликт либеральной общественности и самодержавия, приведший затем к важнейшим историческим последствиям.
Бюрократия, со своей стороны, сделала противоположные выводы. С её точки зрения, земства провалили находившееся в их зоне ответственности продовольственное дело, превратили закупочную кампанию в хаос, а общественность, при определённой полезности добровольцев, не смогла предоставить необходимых средств — более 90 % расходов приняла на себя казна. Следовательно, государству надлежало принять продовольственное дело целиком в своё управление, отстранив от него земства, и усовершенствовать методы казённой помощи голодающим, чтобы более никогда не прибегать к помощи волонтёров. Разумеется, эта позиция способствовала только усугублению наметившегося конфликта.
Значительным было и влияние голода на формирование революционных идеологий в России. События 1891—1892 годов привели марксистскую мысль к идее абсолютной отсталости, экономической и политической бесперспективности общинного крестьянского строя. Все свои надежды социал-демократы в дальнейшем связывали с рабочим классом, предоставив крестьянство воздействию конкурирующего революционного движения — народников (превратившихся затем в социалистов-революционеров). Народническая мысль развивалась в противоположном направлении — корень всех бед, по мнению народников, заключался в малоземельности крестьян и сосуществовании крестьянского и помещичьего хозяйства; община представлялась благодетельным институтом. Крестьян воспринимали как потенциально революционный класс, главным политическим лозунгом для которого был захват и раздел помещичьих земель. Эта идеология начала формироваться до 1891 года, но кризис способствовал её дальнейшему укреплению.
В целом голод 1891—1892 годов имел последствием политическое пробуждение общества. По выражению Лидии Дан, голод показал, что «российский государственный строй обанкротился; все ощущали, что страна стоит на каком-то переломе». По мнению современного историка, «кризис, связанный с голодом, стал моментом, когда российское общество приобрело уверенность в себе, в своих силах, в своих обязательствах перед „народом“ и в своём потенциале управлять самим собой. Именно в этот момент Россия, в определённом смысле, первый раз проявила себя как нация (nation)».

## Итоги и оценка событий

### Оценка современниками
Мнения современников резко разделялись на две основные категории, причём основной линией раздела являлось отношение к крестьянскому общинному землепользованию.
Сторонники либерального (в современном значении термина) экономического курса считали, что голод явился следствием упадка аграрного сектора из-за недостатка свободных рыночных отношений. По их мнению, общинное землевладение парализовало экономическую инициативу крестьян и способствовало консервированию малопроизводительных методов хозяйствования.
Исходя из этой точки зрения, задачей сельского хозяйства должно было стать достижение максимальной производительности труда, а не обязательное прокормление на собственной земле всех крестьян, сколько бы их ни оказалось и какими бы отсталыми ни были их методы земледелия. «Аграрный вопрос» при таком подходе заключался не в нехватке у крестьян земли, а в переизбытке самих крестьян (аграрное перенаселение). Наиболее заметным защитником данной точки зрения и автором специальных книг о неурожае и голоде был министр земледелия А. С. Ермолов; также можно выделить книги П. П. Дюшена, А. Никольского. В конечном счёте эти идеи через пятнадцать лет легли в основу аграрной реформы 1906 года («Столыпинской реформы»).
Сторонники народнического и либерального (в понимании того времени) подхода считали, что голод был следствием избытка свободных рыночных отношений. Причинами голода они считали появление железных дорог, распространение свободной торговли и хлебный экспорт. Основной проблемой сельского хозяйства, с этой точки зрения, был «земельный голод», который следовало ликвидировать путём передачи крестьянам помещичьих земель. В рамках такого подхода крестьяне должны были служить объектом попечения образованной части общества, а крестьянское хозяйство было обречено на постепенную деградацию и повторяющиеся голодовки до тех пор, пока крестьяне не получат землю помещиков. Община, напротив, представлялась благодетельным институтом, гарантирующим всякому крестьянину определённый минимум дохода. Данный подход до событий 1891—1892 годов был значительно более популярен у российской интеллигенции, чем противоположная точка зрения; литература, поддерживавшая данную точку зрения, весьма обширна. Однако последний аграрный кризис в России вывел на политическую арену идеологическую альтернативу народничеству в лице марксистов; в результате выступлений П. Б. Струве, Ленина, С. Н. Булгакова, Г. В. Плеханова и других народническая концепция в значительной степени потеряла свою притягательность.
Та же самая полярность проявилась и в оценке деятельности правительства по помощи голодающим. Проправительственные источники всегда признавали определённые ошибки государства, прежде всего медлительность работы бюрократического аппарата. Но, с их точки зрения, все эти проблемы носили технический и разрешимый характер; государственная помощь на возвратной основе представлялась им концептуально верной и настолько потенциально эффективной, что при улучшении её организации голод никогда не должен был повториться. Эта точка зрения в определённой мере подтвердилась последующими событиями — неурожаи, имевшие место до Февральской революции, более не сопровождались голодом.
Либералам же действия государства представлялись сплошным провалом, характерным выражением гнилости и недееспособности государственного аппарата, который не будет способен эффективно служить нуждам общества, пока не призовёт на помощь общественность. В конечном счёте вскоре после голода сформировался «либеральный миф», основные тезисы которого заключались в том, что государство отреагировало на неурожай крайне поздно, препятствовало участию общественности в помощи голодающим, а общественная помощь в конце концов оказалось более значимой, чем государственная.

### Оценка историками
С точки зрения современной экономической науки (включая сюда не только рыночные, но и марксистские теории) базовая идея сельской общины — индивидуальная обработка земли при общей собственности на землю и принудительно синхронизированной аграрной технологии — представляется абсурдной. По этой причине народнический взгляд на события, наиболее популярный в конце XIX века, не имеет прямого продолжения в современной историографии. Однако, народническая литература, яркая и огромная по объёму, оставила заметный след — историки, мало уделяющие внимания объяснению событий с современных экономических позиций, предпочитают следовать за народническим восприятием событий. .
Советская историография по понятному комплексу причин была обязана интерпретировать события в острокритическом ключе, сочетающем наиболее негативные моменты двух линий дореволюционных объяснений событий — и критику общинного аграрного строя, и критику действий правительства по ликвидации голода. Эта позиция может быть коротко описана цитатой из статьи В. И. Ленина 1902 года: «Хищническое хозяйство самодержавия покоилось на чудовищной эксплуатации крестьянства. Это хозяйство предполагало, как неизбежное последствие, повторяющиеся от времени до времени голодовки крестьян той или иной местности. В эти моменты хищник-государство пробовало парадировать перед населением в светлой роли заботливого кормильца им же обобранного народа. С 1891 года голодовки стали гигантскими по количеству жертв, а с 1897 г. почти непрерывно следующими одна за другой».
Современные исследования отличаются менее критичным отношением к действиям правительства. Отмечается, что неурожай был вызван экстремальными климатическими явлениями и не являлся прямым следствием низкого уровня агротехники. Представления о том, что правительственная помощь оказывалась неохотно, опоздала, а правительство отказывалось сотрудничать с общественностью, опровергаются как явное преувеличение противоправительственной пропаганды или как проявление пристрастности общественного мнения.
Американский исследователь Р. Роббинс даёт положительную оценку действиям государства:

Продовольственная операция была проведена далеко не идеально, но она достигла основной цели, стоящей перед любой кампанией помощи голодающим. Правительственная поддержка предотвратила весьма реальную угрозу массовых смертей от голода, удержала смертность в приемлемых пределах, спасла общее хозяйство в поражённых бедствием регионах от краха. Восхищение правительственными усилиями тем более возрастает, когда мы вспоминаем о том, что они предпринимались при наличии существенных институциональных и политических препятствий.

### Голод 1891—1892 годов в общественном сознании русской интеллигенции
События голодных лет вызвали значительный резонанс в общественной жизни России. Не было другого события, столь оживлённо обсуждаемого русской печатью, публицистами, писателями и журналистами различных направлений, как «летопись народного разорения» (слова Г. И. Успенского). Ему посвятили свои мысли Лев Толстой, А. П. Чехов, В. Г. Короленко, Н. Г. Гарин-Михайловский, Н. С. Лесков, Е. Н. Чириков, А. И. Эртель, В. В. Вересаев, И. Н. Потапенко, И. А. Салов («Голодовка»), И. А. Бунин («На чужой стороне» и «На край света»), Н. Д. Телешов («Самоходы», «Нужда», «Хлеб-соль»), Г. А. Мачтет («В голодовку») и мн. др. Мотивами «гражданской скорби» пронизаны стихи Василия Величко («Голод»), Константина Фофанова («Голод»):
| Кто костлявою рукою В двери хижины стучит? Кто увядшею травою И соломой шелестит? То не осень с нив и пашен Возвращается хмельна, — Этот призрак хмур и страшен, Как кошмар больного сна. Всемертвящ и всеподобен, В ветхом рубище своём, Он идёт без хмеля бледен И хромает с костылём. | Скудной жертвою измаян, Собирая дань свою, Как докучливый хозяин Входит в каждую семью… Всё вывозит из амбара До последнего зерна. Коли зёрнами нет дара, То скотина убрана. <…> С горькой жалобой и с гневом Этот призрак роковой Из гумна идёт по хлевам, От амбаров к кладовой. | Тащит сено и солому, Лихорадкою знобит, И опять, рыдая, к дому Поселянина спешит. В огородах, по задворкам, Он шатается, как тень, И ведёт по чёрствым коркам Счёт убогих деревень. Где на нивах колос выжжен, Поздним градом смят овёс. И стоит, дрожа, у хижин Разрумяненный мороз… |

Лев Толстой посвятил неурожаю статьи «О голоде», «Страшный вопрос», «О средствах помощи населению, пострадавшему от неурожая» (1891). Действенная помощь голодающим заключалась также в том, что в двух уездах Тульской губернии и одном уезде Рязанской губернии при его содействии было открыто около семидесяти бесплатных столовых. Ему помогали его дочери и молодые соседи-помещики Раевские. Их мать Е. И. Раевская вспоминала, с какими трудностями было сопряжено устройство столовых. Имея в виду организаторов, она писала:
«Какую стяжают они награду за своё самопожертвование? Благодарность тех, кого облагодетельствовали? Почёт всех свидетелей их трудов? — Как бы не так! — Повсюду неудовольствие, брань, конечно, заочная, и гнуснейшая клевета! Богатые и достаточные крестьяне завидуют нищим, которых они кормят, стараются втираться в даровые столовые и, когда, узнав о их хитрости и обмане, им отказывают, тогда они злятся, бранят графа и его дочерей, распускают о них разные клеветы. Позор на человечество!»
В Нижнем Новгороде в центре организации общественной помощи голодающим стояли народнический публицист Н. Ф. Анненский и писатель В. Г. Короленко, которых в шутку прозвали «Новые Минин и Пожарский из Нижнего». Впечатления В. Г. Короленко о своей работе «на голоде» легли в основу книги «В голодный год», опубликованной в журнале «Русское богатство» в 1893 году. Особенно близко к сердцу принял народную беду писатель Глеб Успенский, он лично побывал в наиболее пострадавших от неурожая районах Поволжья, написал несколько очерков и репортажей в журнале «Русская мысль» («Бесхлебье», «Пособники народного разоренья» — последний запрещён цензурой), газете «Русские ведомости», проникнутых болью и сочувствием к участи голодающего крестьянства. «Голод решительно затмевает возможность думать о чём-нибудь другом». Нравственные переживания народнического писателя неблагоприятно отразились на его душевном здоровье. В результате потрясения от увиденного у писателя развилась душевная болезнь, которая свела его 1 июля 1892 года в Колмовскую лечебницу для душевнобольных. Последние десять лет жизни творчество для Глеба Успенского оказалось невозможным.
Активное участие в борьбе с холерой в качестве медиков приняли А. П. Чехов и В. В. Вересаев. Желание Чехова, к тому времени всеми признанного писателя, отправиться на борьбу с холерой было самоотверженным решением. Он работал в Серпуховском уезде Московской губернии, в его ведении было 25 деревень, 4 фабрики и 1 монастырь. В. В. Вересаев, будучи студентом-медиком Юрьевского университета, боролся с эпидемией холеры в Донецком бассейне. Будущий писатель заведовал целым больничным бараком. Преподаватель А. П. Чехова на медицинском факультете Ф. Ф. Эрисман, классик отечественной гигиены, опубликовал очерк «Питание голодающих», где подробно рассмотрел вред здоровью от питания лебедой, соломой, жмыхом и подобными суррогатами.

В рассказе Чехова «Жена» (1892 год) отразились впечатления голодного года:
«…придёшь в избу и что видишь? Все больны, все бредят, кто хохочет, кто на стену лезет; в избах смрад, ни воды подать, ни принести её некому, а пищей служит один мёрзлый картофель. Фельдшерица и Соболь (наш земский врач) что могут сделать, когда им прежде лекарства надо хлеба, которого они не имеют? … Надо лечить не болезни, а их причины», — делает вывод Чехов.